# Château de Montculot
 (avril 2023).
Si vous disposez d'ouvrages ou d'articles de référence ou si vous connaissez des sites web de qualité traitant du thème abordé ici, merci de compléter l'article en donnant les références utiles à sa vérifiabilité et en les liant à la section « Notes et références ».
Le château de Montculot est un château du XVIIIe siècle situé à Urcy en Bourgogne-Franche-Comté .

## Localisation
Le château est situé en rive ouest de la RD 35, entre deux buttes témoins, au pied de la butte de la Motte, à 1500 m au nord-est d'Urcy.

## Historique
En 1525, Jaques le Maire est seigneur de Montculot. En 1688, Antoine Duprat y a un château, constitué d'un corps de logis avec deux pavillons couverts de laves que André Le Belin fait reconstruire en 1748. Lamartine en hérite à la mort de son oncle, en 1826. Il en poursuit la restauration, améliora la route d'accès, fait construire un presbytère à Urcy afin d'y rétablir le culte catholique ; crée une école de filles et fait don d'une cloche à la commune. Devant racheter la maison familiale de Milly en Saône-et-Loire il doit le recéder en 1831.

## Architecture
Le château de Montculot est édifié au XVIIIe siècle sur l'emplacement d'un ancien édifice et décoré de pièces d'eau alimentées par les quatorze sources du voisinage. Sa longue façade s'étire à proximité de la route départementale. On distingue encore des moulures du début du XVIe siècle dans la tour carrée qui flanque le corps de logis central. Le gros colombier qui a perdu son toit côtoie la demeure complétée au nord par les bâtiments des communs en mauvais état.
Le château en totalité, le portail, le sol du parc et du jardin sont inscrits sur la liste des Monuments historiques par arrêté du 29 octobre 2003.